# Anežka Hrůzová
Anežka Hrůzová (16. dubna 1879 Malá Věžnice – 29. března 1899 Polná) byla česká švadlena, křesťanská panna a oběť vraždy, za kterou byl v nestandardním procesu pravomocně odsouzen Žid Leopold Hilsner. Aféra spojená s pověrou o rituální vraždě a vlnou antisemitismu se nazývá hilsneriáda.

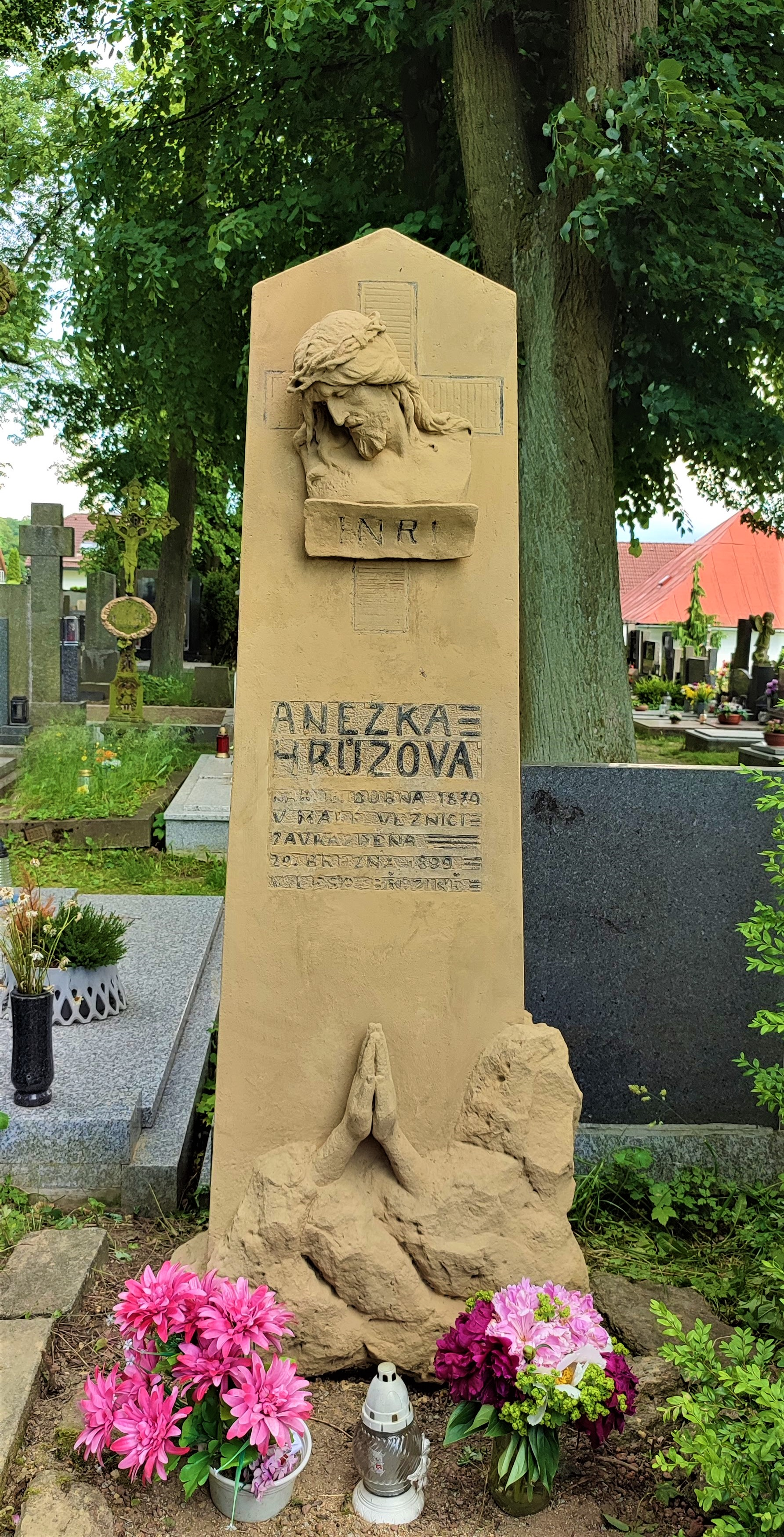
Hrob Anežky Hrůzové na hřbitově v Polné (2022)

## Život
Anežka Hrůzová byla dívka římskokatolického vyznání z vesnice Malá Věžnice nedaleko od Polné. Pracovala v Polné jako švadlena. Ve středu 29. března 1899 odešla jako každý den z práce, vracela se po pěšině do Věžničky okolo lesa Březina, domů však již nedošla. Její tělo bylo nalezeno po třech dnech v sobotu 1. dubna v lese Březina. Vrah ji nejprve uhodil zezadu do hlavy holí a kameny, potom přiškrtil provazem a nakonec jí rozřízl hrdlo ostrým nožem, tělo ukryl do mlází a zmizel. Měla roztrhané oblečení, ale nebyly shledány známky znásilnění – neměla protrženou panenskou blánu. Příčinou smrti bylo vykrvácení. Poblíž místa nalezení těla byly stopy krve. Řada stop ovšem byla zničena davem při objevení.
V den nálezu byla provedena pitva a ve čtvrtek 5. dubna 1899 byla Anežka Hrůzová pohřbena u kostela svaté Barbory v Polné. Místo vraždy a hrob Anežky Hrůzové jsou oblíbeným místem připomínkových akcí antisemitů a neonacistů.
Fotografie spojovaná s Anežkou Hrůzovou ve skutečnosti zobrazuje její sestřenici neznámého jména, což v roce 2019 potvrdili historici. Samotná Hrůzová zřejmě nebyla nikdy vyfotografována.

## Film
O tragickém osudu Anežky Hrůzové byl natočen dvoudílný televizní film Zločin v Polné (2016) režiséra Viktora Polesného, roli Anežky v něm hrála Simona Kopecká, Hilsnera hrál Karel Heřmánek mladší.

## Galerie

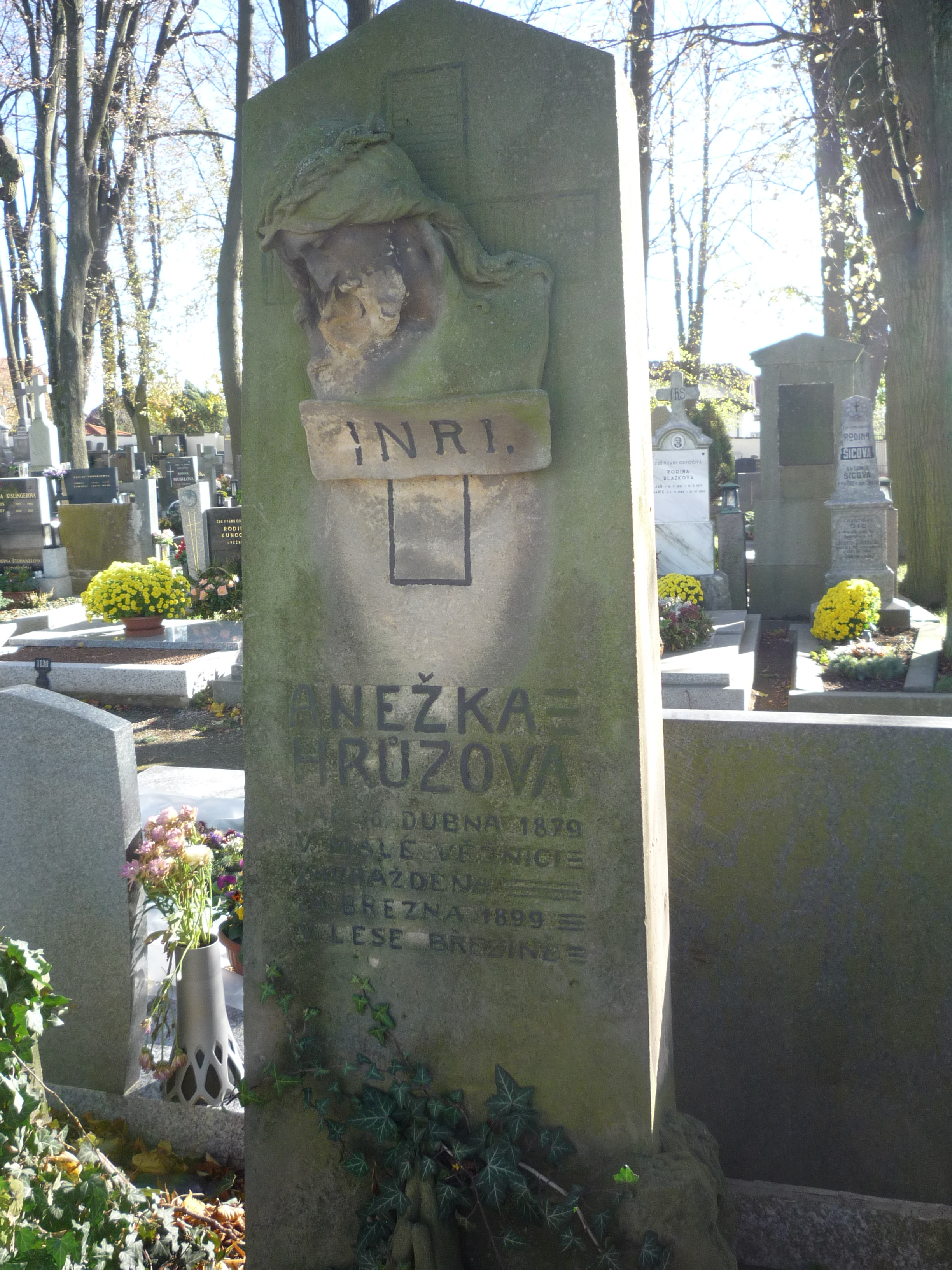
Náhrobek Anežky Hrůzové na hřbitově v Polné
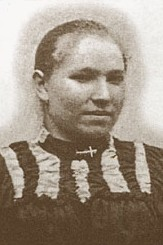
Údajný portrét Anežky Hrůzové, na kterém je ve skutečnosti její sestřenice
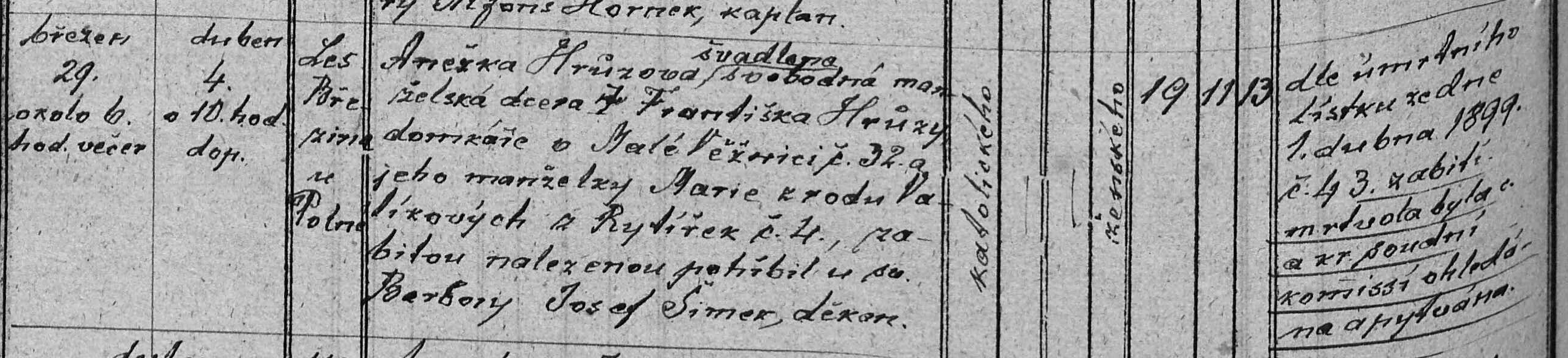
Zápis z knihy zemřelých zveřejněný v digitálním archivu matriky v Moravském zemském archivu v Brně.